# Kvarnbäcken, Piteå kommun
Kvarnbäcken är en by i Piteå kommun i Norrbottens län. Byn ligger 14 kilometer utanför Piteå i riktning mot Älvsbyn vid länsväg 374 och tre kilometer från byn Böle. Sedan 2020 avgränsar SCB bebyggelsen här till en småort